# Stâncă de sticlă
Stânca de sticlă este un fenomen ipotetic conform căruia femeile au mai multe șanse de a sparge „plafonul de sticlă” (adică au mai multe șanse să obțină roluri de conducere în afaceri și în guvern) în timpul perioadelor de criză sau de recesiune, când riscul de eșec este cel mai mare.  Alte cercetări au extins definiția fenomenului numit „stâncă de sticlă” pentru a include grupurile minoritare rasiale și etnice.

## Originile acestui termen
Termenul a fost creat în 2005 de către profesorii din Marea Britanie Michelle K. Ryan[nefuncțională – arhivă]
 și Alexander Haslam⁠(d) de la Universitatea din Exeter, Regatul Unit. Într-un studiu, Ryan și Haslam au examinat performanța companiilor FTSE 100 înainte și în urma desemnării unor noi membri în consiliul de administrație, descoperind următorul fenomen: companiile care au numit femei în consiliile lor de administrație au fost mai predispuse decât altele să înregistreze constant performanțe scăzute în ultimele cinci luni de dinaintea numirii. Această lucrare s-a dezvoltat ulterior în vederea identificării unui fenomen cunoscut sub numele de stâncă de sticlă - care este asemănător conceptului de plafon de sticlă. Diferența constă în incapacitatea perceperii pericolelor redate de marginea transparentă a stâncii, în loc de promisiunea falsă a obținerii unor poziții înalte în ierarhia unei companii care pot fi „văzute” printr-un tavan de sticlă, dar care sunt de fapt intangibile. De când a apărut termenul, utilizarea sa s-a extins dincolo de lumea corporativă pentru a include și politica, dar și alte domenii.

## Prezentare generală
Cercetările lui Ryan și Haslam au arătat că, odată ce femeile sparg plafonul de sticlă și preiau poziții de conducere, ele întâmpină adesea experiențe diferite de cele ale bărbaților care se află în aceeași situație. Mai exact, femeile sunt predispuse la ocuparea posturilor care sunt mai dificile, mai greu de gestionat, ceea ce înseamnă că au un risc mai mare de eșec – fie pentru că sunt numite să conducă organizații (sau unități organizaționale) aflate în criză, fie pentru că nu li se oferă resursele și sprijinul necesar pentru a reuși .
Dezvoltând metafora plafonului de sticlă, Ryan și Haslam au evocat noțiunea de „stâncă de sticlă” pentru a se referi la un pericol care implică expunerea la riscul de cădere, dar care nu este ușor vizibil. Mandatul directorului general este de obicei mai scurt în cadrul companiilor care se confruntă cu anumite dificultăți, comparativ cu cele care nu se află în aceeași situație.
Dovezile acestui fenomen au fost înregistrate în domeniul dreptului. Un studiu din 2006 a constatat că studenții la drept au mai multe șanse să atribuie un caz cu risc ridicat unui avocat principal de gen feminin, decât unuia de gen masculin. Un studiu din 2010 a constatat că, în Marea Britanie, studenții de licență de la specializarea științe politice înclină mai mult spre a alege un candidat de gen masculin pentru un loc sigur la alegerile parțiale și șansele sunt la fel de mari în alegerea unei candidate atunci când locul a fost descris ca fiind greu de obținut. O analiză din anul 2014 a conducerii companiilor Fortune 500 din SUA a observat că firmele cu performanțe slabe preferau mai degrabă să numească femei în funcții de director general în locul bărbaților albi.
Alte studii au arătat că femeile sunt înclinate să candideze în districte în care victoria este greu de obținut. De exemplu, femeile din Regatul Unit care fac parte din Partidul Conservator sunt selectate mai frecvent de către elitele partidului pentru a candida pe locurile mai puțin avantajoase decât bărbații din același partid, chiar dacă au obținut rezultate mai slabe decât aceștia în cadrul alegerilor. Acest lucru se întâmplă atât în cazul candidatelor cu experiență, cât și în cazul celor fără experiență, dar și în situația celor cu un trecut politic atât convențional, cât și neconvențional, ceea ce indică un fenomen de stâncă de sticlă, spre deosebire de orice altă explicație. Deși Partidul Conservator a început să încorporeze strategii de garantare a egalității, femeile care candidează sunt intenționat propuse în mod special drept candidate în districte greu de câștigat.

### Critică
Există și alte cercetări care nu au fost în măsură să confirme existența fenomenului stâncii de sticlă. Un studiu din 2007 privind performanța corporațiilor înainte de numirea Directorului General, a indicat faptul  că femeile ocupante ale unor poziții de conducere au o probabilitate mai mare de a fi selectate pentru poziții de conducere de scurtă durată, comparativ cu bărbații.
În plus, fenomenul stâncii de sticlă a fost întâlnit doar în țările și sectoarele în care masculinitatea este o trăsătură culturală deosebit de valorizată. Un studiu care examinează efectele stâncii de sticlă asupra femeilor în funcții executive din Turcia, o țară caracterizată printr-un nivel ridicat  de feminitate, a constatat că preferința pentru candidații de sex feminin era mai pronunțată în perioadele cu o performanță ridicată decât în cele cu performanță scăzută. Studii suplimentare au confirmat această descoperire și în alte țări.

## Explicație
Numeroase teorii au fost propuse pentru a explica existența fenomenului „stâncii de sticlă”.
Profesorul de psihologie de la Universitatea din Houston, Kristin J. Anderson, afirma faptul că este posibil ca firmele să ofere femeilor poziții de tip „stâncă de sticlă” pentru că le consideră „mai ușor de sacrificat și potrivite pentru rolul de țap ispășitor”. Ea susține că organizațiile care oferă femeilor locuri de muncă dificile consideră că au de câștigat în ambele cazuri: dacă femeia reușește, compania are de câștigat. Dacă aceasta eșuează, femeia poate fi învinovățită, iar compania nu suferă consecințe și primește credit pentru că a fost egalitaristă și progresistă putând reveni la practica anterioară de a recruta bărbați.
Studiile inițiale ale lui Haslam și Ryan indică faptul că oamenii percep femeile mai potrivite pentru a conduce companii cu personal stresat și nefericit, considerându-le mai grijulii, creative și intuitive. Acești cercetători susțin că nu se așteaptă neapărat ca liderii de gen feminin să îmbunătățească situația, dar sunt vazuti ca buni manageri care pot lua asupra lor răspunderea pentru eșecurile organizației.
Haslam a arătat că femeile care ocupă funcții de conducere sunt mai predispuse decât bărbații să accepte poziții de tip „stâncă de sticlă”, deoarece nu beneficiaza de accesul la informații și sprijin de înaltă calitate care, în mod normal, i-ar îndepărta pe directori. Cercetările suplimentare au indicat faptul că femeile și alte minorități consideră ofertele privind locurile de muncă riscante ca fiind singura șansă pe care o vor putea obține.
Un studiu din 2007 a constatat că femeile care urmăresc știrile din Regatul Unit au fost mai susceptibile decât bărbații să accepte existenta fenomenului „stâncii de sticlă” perceput ca periculos și nedrept pentru femeile care ocupă funcții de conducere. Participantele la studiu au asociat existența acestul fenomen cu lipsa altor oportunități pentru femeile în funcție de conducere, cu sexismul și cu favoritismul de grup al bărbaților. Participanții de gen masculin la studiu au afirmat că femeile sunt mai puțin potrivite decât bărbații pentru roluri dificile de conducere sau luare a deciziilor strategice, sustinand că fenomenul de „stâncă de sticlă” nu are legătură cu genul.
Alte cercetări suplimentare au sugerat că femeile percep oportunitățile precare de tip „stâncă de sticlă” ca fiind singurele șanse de promovare.  În timp ce bărbații pot considera aceleași oportunități ca fiind riscante, femeile care participă la candidatură ar putea fi mai dispuse să accepte aceste poziții din nevoia de a avansa în carieră. În plus, femeile sunt mai predispuse decât bărbații să își pastreze posturile în orice instanță în perioadele de criză, manifestand o inclinatie mai mare spre acceptarea oportunităților de avansare în perioadele de criză, in comparatie cu colegii lor de gen masculin. 
Femeile cu trăsăturile percepute în mod tradițional ca fiind feminine sunt căutate în perioadele de criză datorită capacității lor de a gestiona mai eficient problemele angajaților. Trăsăturile feminine stereotipice, inclusiv creativitatea, serviabilitatea și conștientizarea emoțiilor, sunt toate asociate cu o mai bună capacitate de a face față eșecurilor. Deși aceste trăsături pot diminua, în general, dorința femeilor de a ocupa funcții de conducere, în perioadele de criză ele sunt văzute ca un atu valoros care ajută la schimbarea conducerii. Aceste competențe oferă oportunități pentru adoptarea unor stiluri de conducere netradiționale, considerate benefice în perioadele de criză.
Este probabil ca situațiile în care fenomenul stâncii de sticlă are loc să apară doar în anumite condiții, în care femeile în funcții de conducere au acces la resurse considerate de acestea ca fiind favorabile conducătorilor. Cercetările au indicat faptul că, în vremuri de criză, femeile în funcții executive au o părere mai bună despre pozițiile de conducere care dispun de o gamă mai largă de resurse sociale în comparație cu cele care au resurse sociale limitate. Totuși, femeile în funcții de conducere au o părere la fel de bună despre pozițiile lipsite de resurse financiare ca și despre cele cu o spectru extins de resurse sociale.

## Stânca de sticlă pentru conducătorii aparținând minorităților rasiale și etnice
Conceptul stâncii de sticlă a fost folosit și pentru a descrie discriminarea la locul de muncă cu care se confruntă conducătorii aparținând unor minorități sau cu dizabilități.
Cercetările privind antrenorii principali ai echipelor sportive NCAA (Asociația Națională a Sportivilor din cadrul Facultăților din Statele Unite ale Americii) au descoperit că bărbații din grupuri de minorități rasiale și etnice au fost promovați în poziții mai înalte de conducere în perioade de criză. În cadrul facultăților și universităților pentru persoanele de culoare, conducătorii aparținând minorităților au fost aleși mai des decât conducătorii albi în orice circumstanțe, dar în alte universități, conducătorii aparținând minorităților au fost numiți în funcții de conducere în special în situații de criză. Este de asemenea mai probabil ca acești conducători să sufere din cauza vizibilității mai mari a postului, a controlului și a presiunilor asupra performanței lor de care omologii lor albi nu au parte. Conform studiului, au fost găsite de asemenea dovezi ale „efectului salvator": ideea că organizațiile vor căuta „salvatori”, de obicei de culoare albă, atunci când conducătorii aparținând minorităților nu reușesc să obțină rezultate de înaltă calitate ale performanței lor în situații de criză.

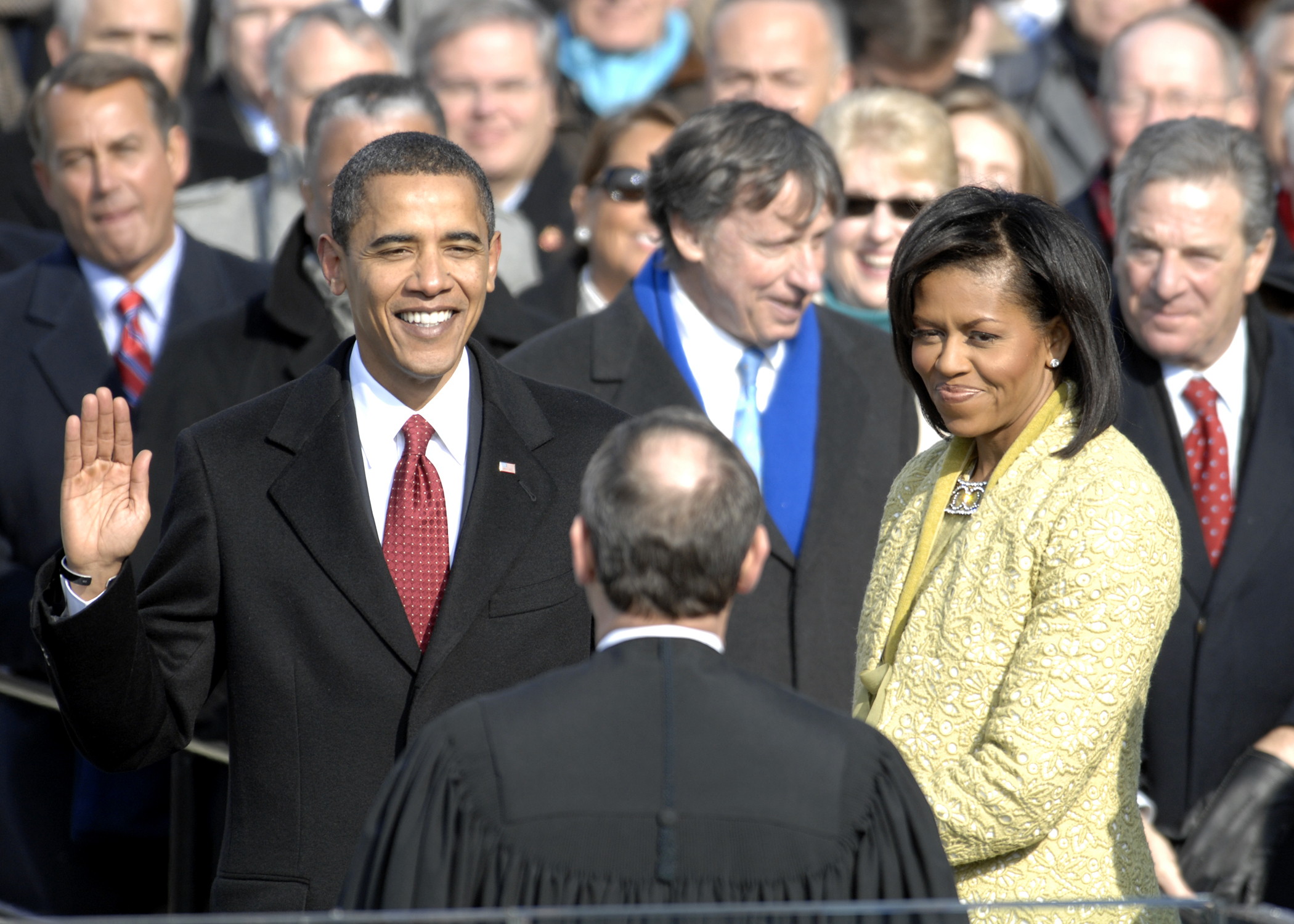
Președintele Barack Obama depunând jurământul pentru funcția de președinte în ianuarie 2009

Excluzând NCAA, acest lucru s-a întâmplat și în sfera politică. Adesea, alegerea lui Barack Obama, primul președinte de culoare al Statelor Unite ale Americii, în 2008, în mijlocul unei crize financiare globale, este privită ca o dovadă a fenomenului stâncii de sticlă pentru grupurile minoritare rasiale și etnice. În cadrul politicii din Marea Britanie, cercetările au indicat faptul că locurile conservatoare pentru persoanele de culoare și pentru persoanele aparținând minorităților etnice sunt mai greu de câștigat decât alte locuri conservatoare, indicând constatări similare cu cele ale altor cercetări privind fenomenul stâncii de sticlă în politică pentru femeile care candidează. Acest fenomen este, însă, specific partidului conservator, care a promovat în mod tradițional sentimente anti-imigraționiste care ar putea contribui la situația actuală.
Femeile aparținând minorităților se confruntă cu o stâncă de sticlă dublă, fiind afectate atât de genul lor, cât și de rasă. Femeilor de culoare în funcții înalte li se oferă adesea un număr prea mare de sarcini, fapt ce pune bariere în carierele lor. În plus, s-a mai afirmat faptul că femeile de culoare ar putea fi promovate în poziții de conducere din cauza stereotipurilor învechite legate de trăsăturile masculine pe care le-ar avea. Pe lângă dificultățile legate de conducere, este probabil ca femeile de culoare să se confrunte și cu o cantitate mai mare microagresiuni și cu o mai mare punere la îndoială a calificărilor lor.

## Implicații pentru femei și pentru mangerii care fac parte din grupuri minoritare
Funcțiile asociate cu "stâncă de sticlă" prezintă riscul afectării reputației și perspectivele de carieră ale femeilor cu funcție executivă, deoarece, atunci când o companie nu prestează servicii satisfăcătoare, oamenii tind să dea vina pe conducerea acesteia, fără a lua în considerare variabilele situaționale sau contextuale. În plus, femeile ce dețin poziții asociate cu „stâncă de sticlă” pot fi supuse unei critici sporite din partea acționarilor, care ar putea să nu aibă încredere în abilitățile sale lor de lideri. În schimb, bărbații care își asumă rolul de supervizor în vremuri de criză au mai puține șanse să experimenteze această reacție adversă și să sufere mai puține consecințe asupra reputației. Cercetătorii au descoperit că liderilor de gen feminin le este mai greu decât bărbaților să obțină o a doua șansă odată ce au eșuat din cauza faptului că au mai puțini mentori și sponsori și totodată mai puțin acces la o „old boys' network⁠(d)" de protecție (Un sistem informal prin care se crede că bărbații își folosesc poziția pentru a ajuta alți bărbați care au frecventat aceeași școală sau universitate ca ei, sau care au o origine socială similară). 
Fenomenul cunoscut sub numele de „stâncă de sticlă” contribuie la extinderea cercetărilor privind motivele pentru care femeile au șanse mai mici decât bărbații să reușească în poziții executive, în ciuda gamei largi de oportunități, începând de la districtele școlare locale până la sfera corporativă. Ca metodă de reprezentare descriptivă, femeile care asistă la concedierea unui lider de același gen din pricina fenomenului "stâncă de sticlă" vor înlătura imaginea în care se regăsesc în postura de lider și vor diminua interesul pentru avansarea în carieră. 
Cu toate acestea, anumiți cercetători susțin că unele companii aflate în situații dificile oferă mai multe oportunități pentru dobândirea puterii și a influenței comparație cu unele companii care sunt mai stabile.

## Exemple
Presa a descris următoarele ca exemple ale fenomenului „stâncii de sticlă”. 
- În 1990, două femei au fost numite premier în state din Australia. Joan Kirner a moștenit un deficit semnificativ în Victoria, în timp ce Carmen Lawrence a condus un partid care fusese acuzat anterior de corupție[30]. În 2009, Kristina Keneally a fost numită premier în New South Wales, pe fondul unor sondaje nefavorabile pentru partidul său și al unei înfrângerii preconizate în alegerile din 2011[31]. Julia Gillard a fost numită prima femeie prim-ministru al Australiei și, ulterior, înlăturată pe fondul plângerilor procedurale cu privire la schimbarea conducerii partidului[32] [33].
- În 1993, Partidul Progresist Conservator din Canada, care se confrunta cu cote scăzute de aprobare și pierderea aproape asigurată a viitoarelor alegeri generale, a ales-o pe Kim Campbell, pe atunci ministru al Apărării, pentru a-l înlocui pe Brian Mulroney ca lider. Alegerile le-au adus progresisto-conservatorilor una dintre cele mai devastatoare înfrângeri din istoria Canadei, reducându-le numărul de locuri de la 156 la 2[34].
- În 2009, ministrul de Finanțe indonezian, Sri Mulyani, a fost acuzată că a deturnat fondurile țării pentru a evita, fără avea aprobarea necesară, falimentul băncii Bank Century, care era pe punctul de a se prăbuși la acea vreme. Aceasta s-a apărat, susținând că „ajutorul” de stat de 6,7 trilioane de rupii (710 de milioane de dolari) era necesar pentru a preveni prăbușirea economiei țării, ea primind un avertisment chiar de la Banca Centrală cu privire la falimentul iminent al băncii[35]. Sri Mulyani a decis să demisioneze din funcția de ministru de finanțe în 2010, după 5 ani și 7 luni în funcție în timpul președinției lui Susilo Bambang Yudhoyono, menținând economia țării stabilă în timpul crizei financiare mondiale . Dilma Rousseff în timpul procesului său de demitere din 2016

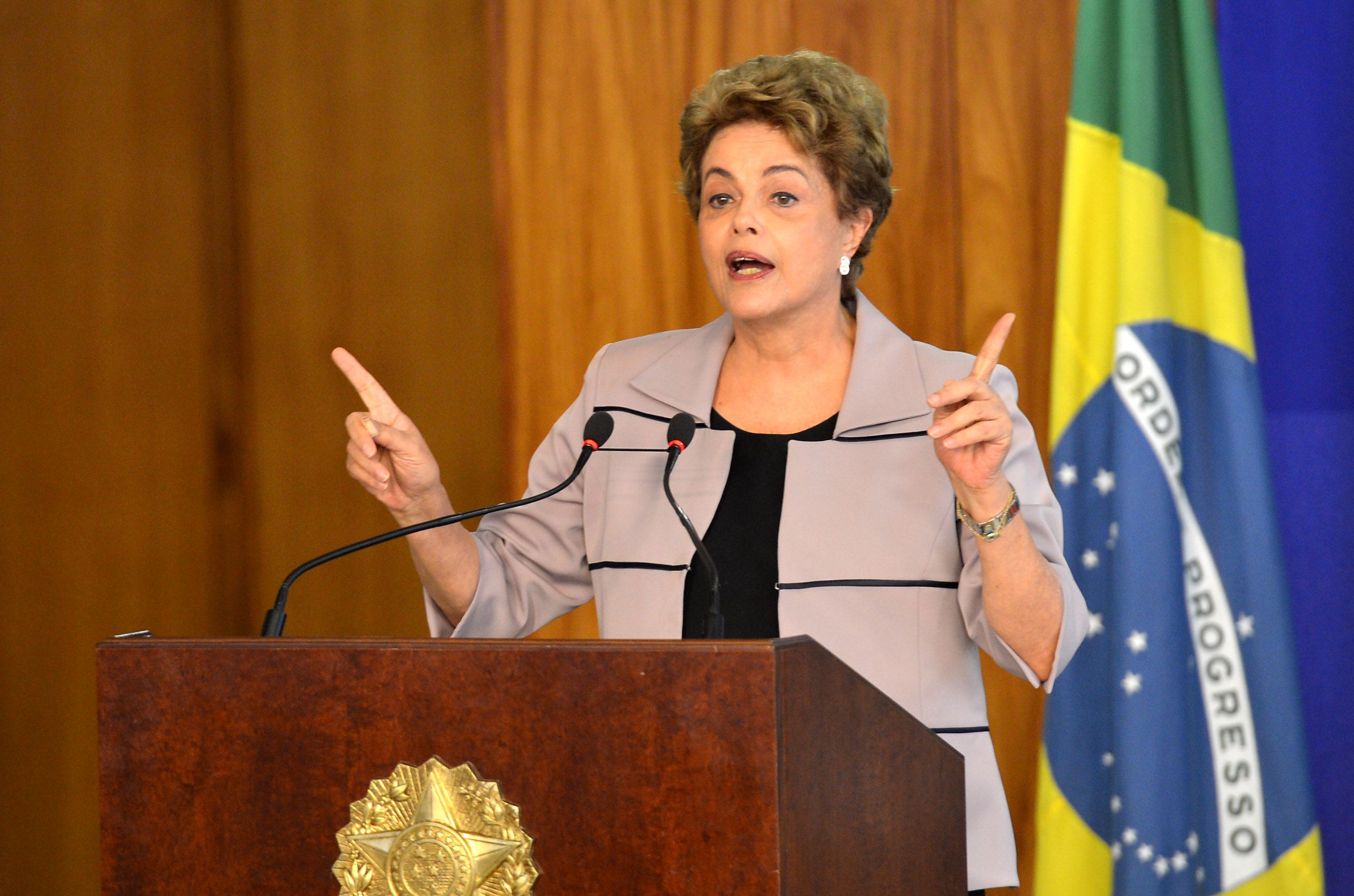
Dilma Rousseff în timpul procesului său de demitere din 2016

- În 2010, Dilma Rousseff a fost numită candidat la președinția Braziliei de către Partido dos Trabalhadores (Partidul Muncitorilor), în timp ce liderii acestuia erau anchetați de Poliția Federală pentru acuzații de corupție. Ea a câștigat alegerile prezidențiale și a fost realesă pentru un al doilea mandat în 2014, fiind pusă apoi sub acuzare în 2016.
- În 2016, Theresa May a devenit liderul Partidului Conservator și prim-ministru al Regatului Unit la scurt timp după ce rezultatul referendumului pentru părăsirea UE a cauzat scăderea valorii lirei la niveluri nemaiîntâlnite în ultimii 30 de ani[36].
- În 2020, Agnès Buzyn l-a înlocuit pe Benjamin Griveaux în calitate de candidat LREM la funcția de primar al Parisului, după ce au fost divulgate o serie de presupuse mesaje cu caracter sexual schimbate de candidatul inițial cu o femeie.
- În 2020, Chrystia Freeland a fost numită prima femeie ministru federal de finanțe din Canada în timpul crizei economice cauzate de pandemia COVID-19[37]. Numirea ei în funcția de ministru al finanțelor a fost o consecință directă a scandalului Fundației WE Charity cu fostului ministru Bill Morneau .
- În 2021, vicepreședintele SUA Kamala Harris a fost desemnată să răspundă provocărilor de la granița de sud, care a fost din punct de vedere istoric o problemă semnificativă și polarizată în politica americană[38].
- În 2022, Liz Truss a devenit lider al Partidului Conservator și prim-ministru al Regatului Unit în urma demisiei lui Boris Johnson după o criză guvernamentală, în contextul unei creșteri a inflației globale și a costurilor de trai. Ea a demisionat în a cincizecea zi de mandat, în urma celei de-a doua crize guvernamentale[39] [40].

### Exemple de corporații și afaceri
- În 2002, compania de telecomunicații Lucent Technologies, pe atunci neprofitabilă, a desemnat-o pe Patricia Russo în funcția de director general, iar apoi a înlocuit-o cu Ben Verwaayen[5].
- În 2008, după criza bancară din Islanda, au fost numite mai multe femei pentru a remedia situația din acest sector, pe motiv că o perspectivă mai largă ar preveni repetarea acelorași greșeli[41].
- În 2011, „vremuri cumplite pentru ziare”, Jill Abramson a fost numită redactor șef la revista The New York Times, iar în 2014 a fost concediată[42].
- În 2012, Marissa Mayer a fost numită director general al platformei Yahoo, după ce a pierdut o cotă semnificativă de piață în favoarea Google[43] [44].
- În 2015, Ellen Pao a demisionat datorită unor controverse după câteva luni în calitate de director general al platformei Reddit[45]. O mare parte din furori a fost îndreptată către concedierea cunoscutei angajate Reddit Victoria Taylor, deși fostul director general al platformei Reddit, Yishan Wong, a dezvăluit că aceasta a fost decizia cofondatorului Alexis Ohanian, nu a lui Pao[46] [47] [48].
- În 2021, Alexis George a fost numită director general al companiei australiene de servicii financiare AMP Limited, aflată în dificultate[49].
- În 2021, Jen Oneal a fost numită drept prima femeie la conducerea Blizzard Entertainment, după procesul Departamentului pentru Angajare Echitabilă și Locuință din California împotriva Activision Blizzard, care pretindea că în cadrul companiei existau antecedente ale comportamentului sexual necorespunzător[50].
- În 2023, Linda Yaccarino a fost numită director general al platformei Twitter, în timp ce compania se confrunta cu un viitor incert și cu o serie de provocări, inclusiv întreruperi ale platformei, nemulțumirea utilizatorilor și scepticismul agenților de publicitate. Compania a pierdut mai mult de jumătate din valoare din momentul achiziționării sale de către Elon Musk cu șase luni înainte[51] [52] [53].